# Təzəkənd (Xızı)
Təzəkənd è un comune dell'Azerbaigian situato nel distretto di Xızı. 